# Parc naturel du Prado de Cabanes-Torreblanca
Le parc naturel du Prado de Cabanes-Torreblanca est une aire protégée créé dans la Communauté valencienne en 1995. Le parc naturel est situé dans les communes de Cabanes et Torreblanca, dans la Province de Castellón,.
Cette zone constitue zones humides d'importance internationale de Natura 2000 définies par la Convention de Ramsar pour le développement des cycles biologiques de nombreuses espèces qui l'utilisent tant dans leurs migrations que dans leur nidification ou hivernage.

## Description

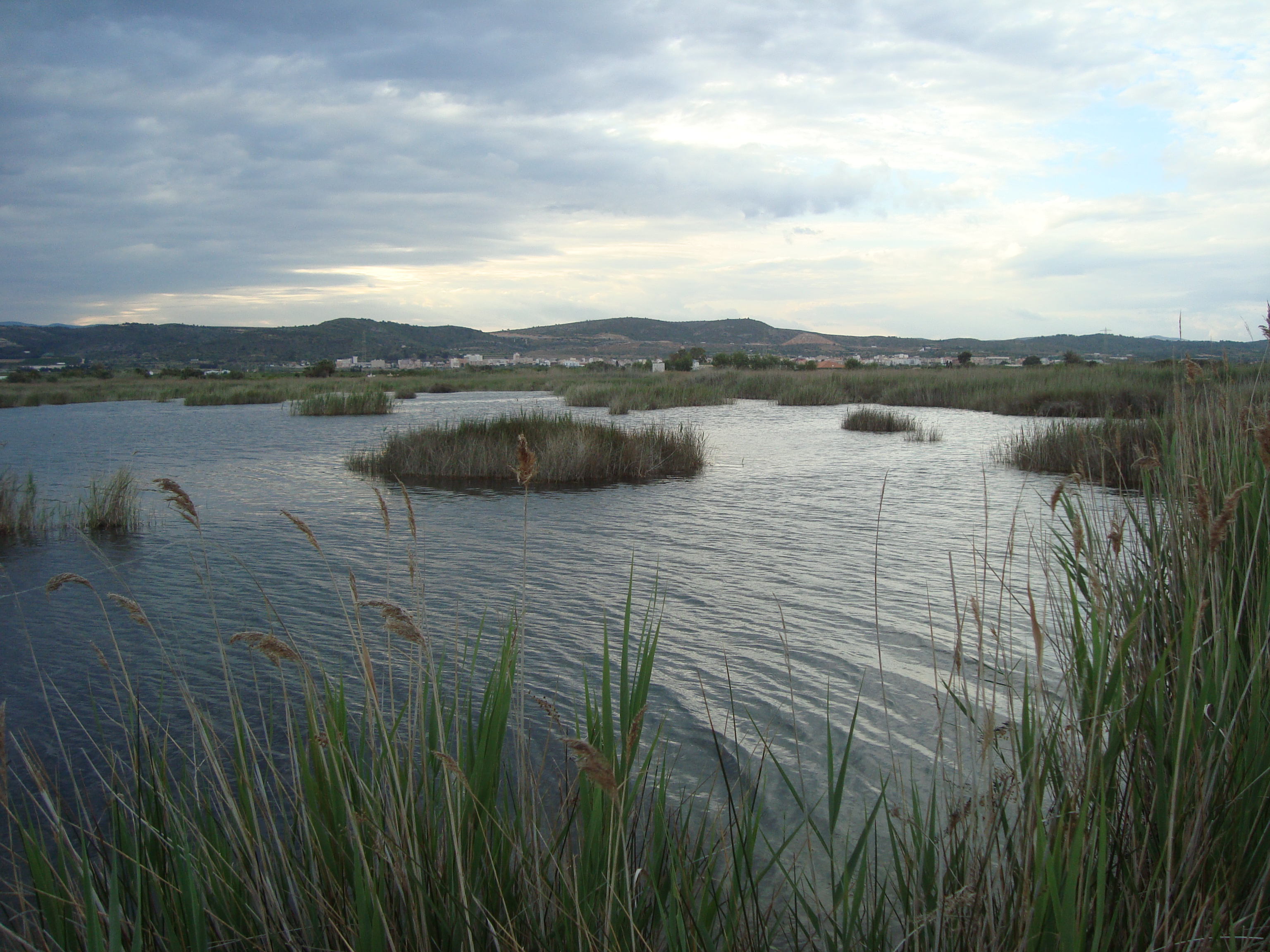

Le site couvre une superficie de 848 hectares et a été déclaré parc naturel par la Généralité valencienne le 27 décembre 1994. L'intérêt écologique et paysager de cet espace, ainsi que sa fragilité, sont les raisons qui ont conduit à sa conservation à travers la déclaration d'espace protégé. L'accès au parc se fait par la N-340, par le détour de Ribera de Cabanes ou par l'AP-7 à Oropesa del Mar.

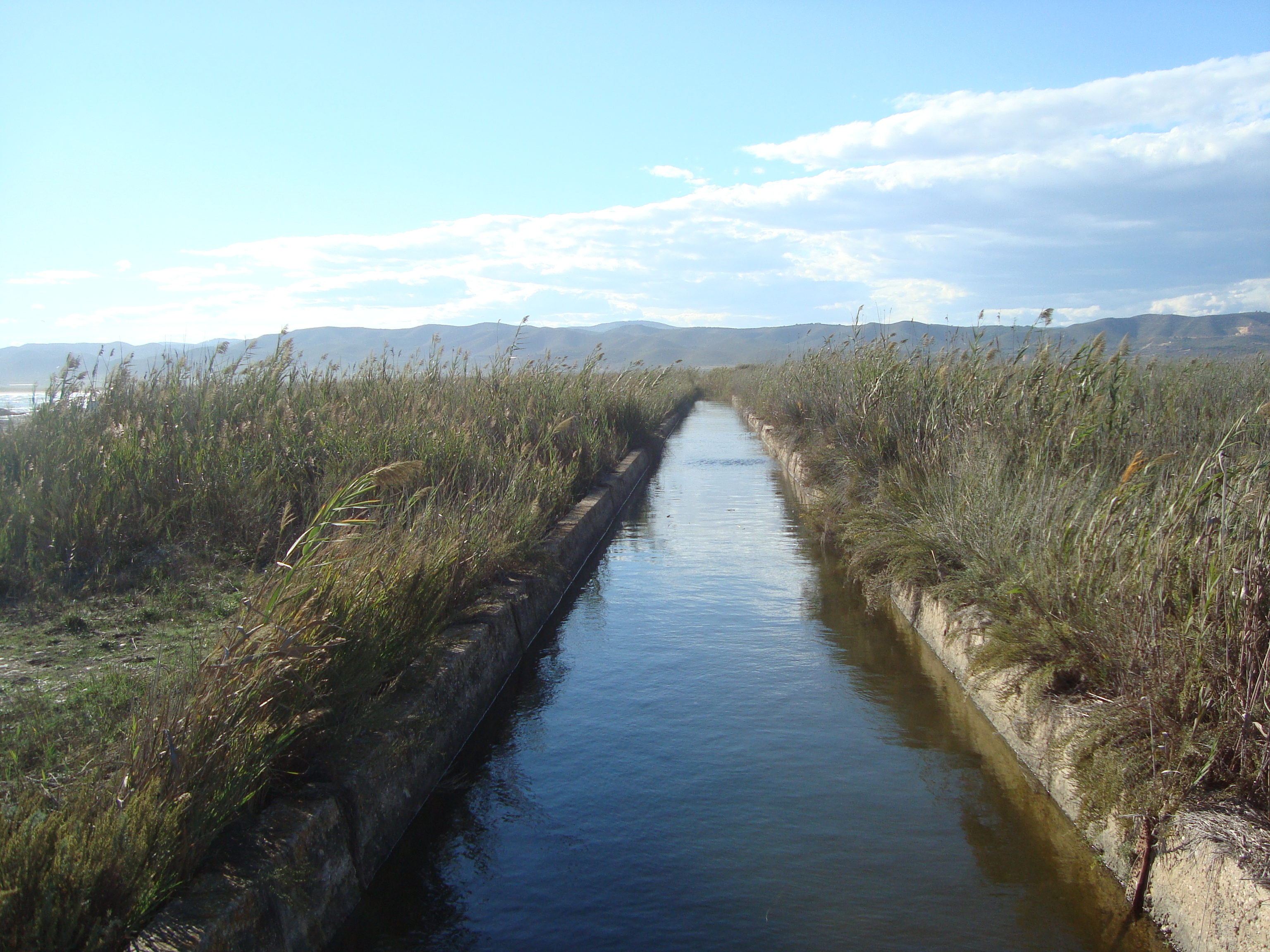

Le paysage du site est celui d'une plaine côtière séparée de la mer par une série de graviers et de pierres avec des accumulations de dépôts sableux qui constituent les marais et marécages, limité par le Parc naturel de la Sierra d'Irta et le Parc naturel du Désert de Las Palmas. Sa longueur est d'environ 7 km et sa largeur de 1,5 km. Il servait de fermeture à une ancienne lagune qui a été remplie par l'accumulation de sédiments d'origine alluviale (ce qui a provoqué la formation de graviers et de blocs), et derrière cette chaîne se trouve une zone dans laquelle des dépôts quaternaires de tourbières, liés aux sédiments côtiers.
Le parc se caractérise par la présence de nappes d'eaux, permanentes à certains endroits et temporaire à d'autres. L'inondation de certaines zones est due au fait qu'il s'agit d'une zone déprimée car il n'y a pas de cours d'eau continu qui alimente le parc en eau, bien qu'il existe diverses sources d'eau douce qui aident à maintenir certaines zones inondées tout au long de l'année. Le parc bénéficie d'un climat méditerranéen avec une influence maritime.

## Végétation
Il existe trois types de végétation :
- Parmi ceux du marais salant, on trouve du Ceratophyllales, du scirpe-jonc ou du roseau commun.
- Dans le cordon des dunes, se distinguent la luzerne marine, l'ononis, la croquette de mer, la gnaphale blanc jaunâtre, le pavot jaune des sables coquelicot marin et la criste marine.
- Parmi les plantes aquatiques et des marais, le roseau commun, la massette, la scirpe lacustre et l'armoise bleurtée.

## Faune
Le parc se distingue par l'existence de deux espèces de poissons emblématiques de la Communauté valencienne comme le Valencia hispanica et l' Aphanius d'Espagne, espèces protégées et menacées, ainsi que le Palaemon serratus, habitant des eaux côtières propres.

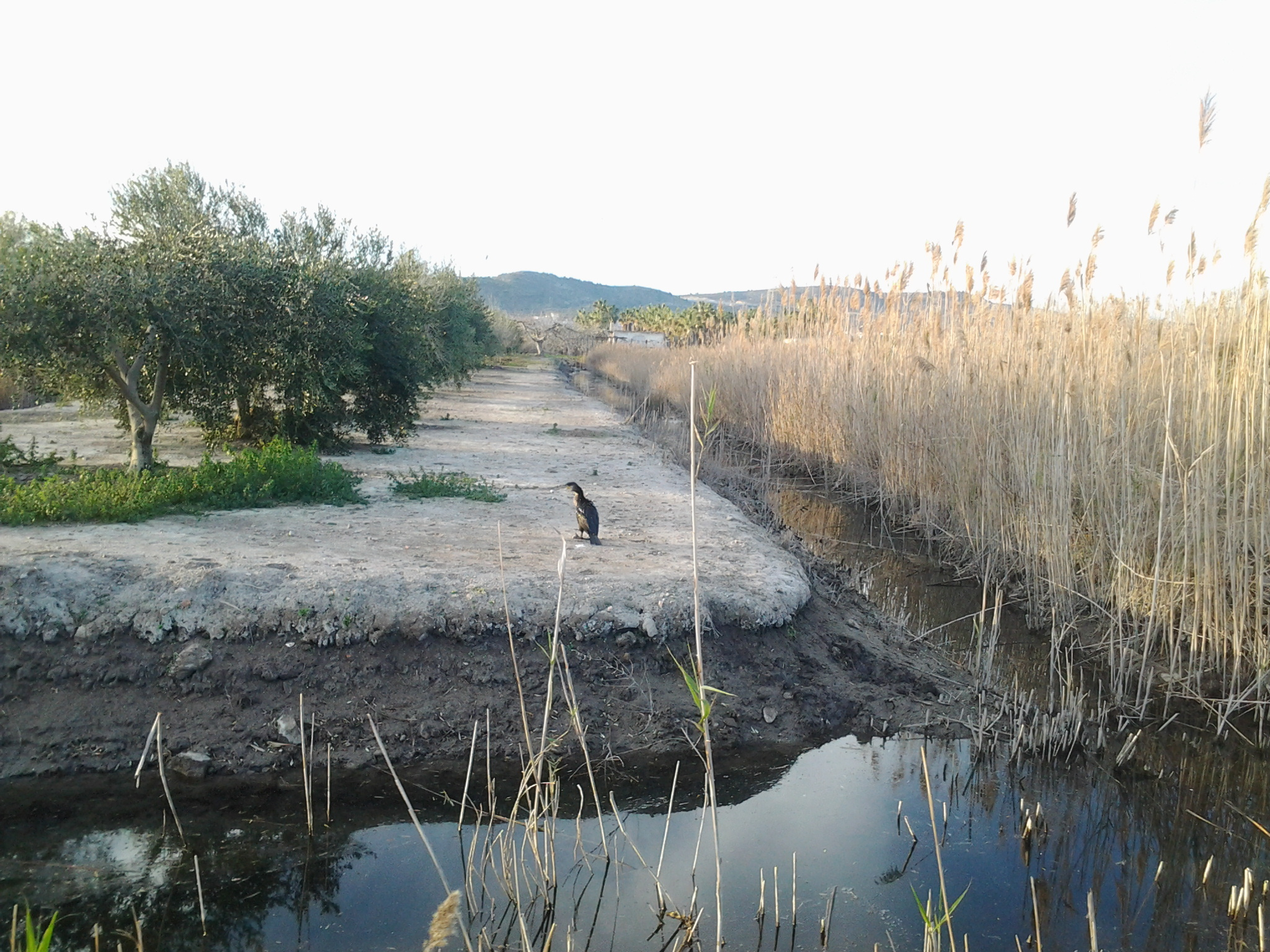
Cormoran dans le marais

L'avifaune est très variée, les plus remarquables parmi les espèces nicheuses étant le glaréole à collier, le busard cendré, la lusciniole à moustaches, l'himantopus, l'Ixobrychus et la foulque macroule. Les oiseaux hivernants sont également remarquables, notamment le phalacrocorax, le busard des roseaux et le martin-pêcheur. De son côté, vous pourrez également observer le pluvier à collier interrompu, la sterne naine (qui possède ici le seul point de reproduction dans la province de Castellón) et parmi les oiseaux de passage, il faut souligner des espèces telles que la sterne caugek, le calidris et l'huîtrier pie.
Les mammifères ne sont pas très abondants bien qu'il existe des populations de campagnol amphibie, de lapin de garenne et de belette d'Europe.
Le reptile le plus important est la cistude.